# 祐漢市政綜合體

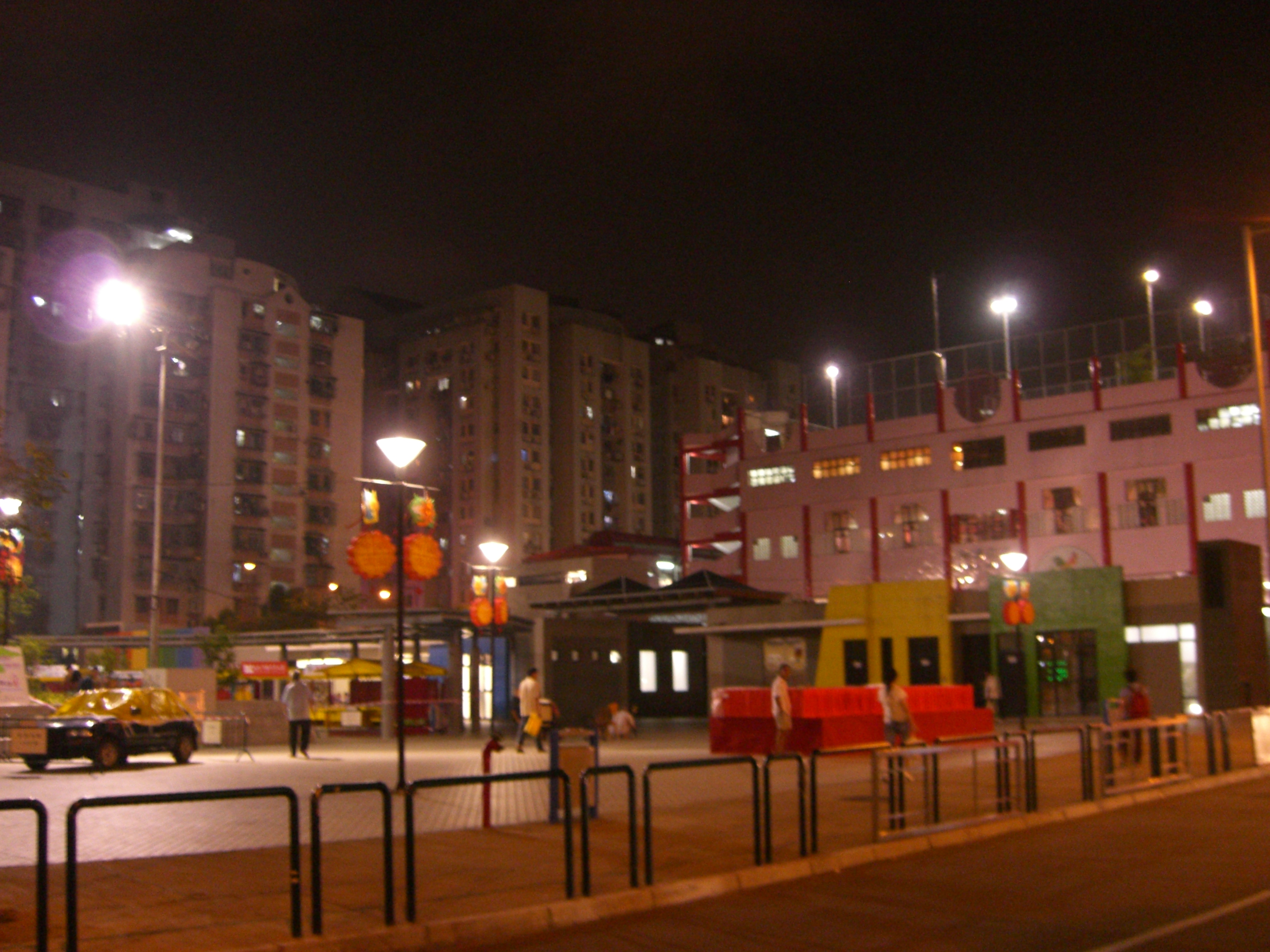
祐漢公園及街市

祐漢市政綜合體（葡萄牙語：Mercado Municipal do Bairro Iao Hon），俗稱祐漢街市，位於澳門祐漢市場街。集街市、固定小販區、市政公園、體育場、停車場及社區活動中心於一身。1994年1月28日建成，由澳督韋奇立主持揭幕儀式。

## 歷史
- 1994年1月28日，祐漢街市市政綜合大樓落成啟用，並由澳督韋奇立主持揭幕儀式。

- 2007年3月1日，祐漢公園停車場對外開放。為地庫三層停車場，提供810個車位，停車場出入口均設於市場街，入口靠近永康街，出口則靠近看台街。2008年3月1日正式收費。[2][3]

- 2008年12月11日，祐漢小販大樓動工興建。輕型汽車泊車位及電單車泊車位各佔半。

- 2022年7月25日至10月，受6‧18大規模疫情影響，因應重點區域人士、重點人群及離家工作人群的核酸檢測需求，新型冠狀病毒感染應變協調中心於本公園中央舞台前增設戶外核酸檢測站，由澳門中旅-捷諾運營，是澳門首個開放以核酸采樣屋方式設置和位處戶外的常態核酸檢測採樣點，開放預約時段為每日上午7時至11時及下午5時至凌晨12時。[4][5]

- 2023年9月29日，祐漢街市天台休憩區經重新規劃及優化，由即日起對外開放，開放時間為每天08:00-20:00，設有室外花圃、茶座及門球場[6]。

## 設施

### 祐漢街市市政綜合大樓

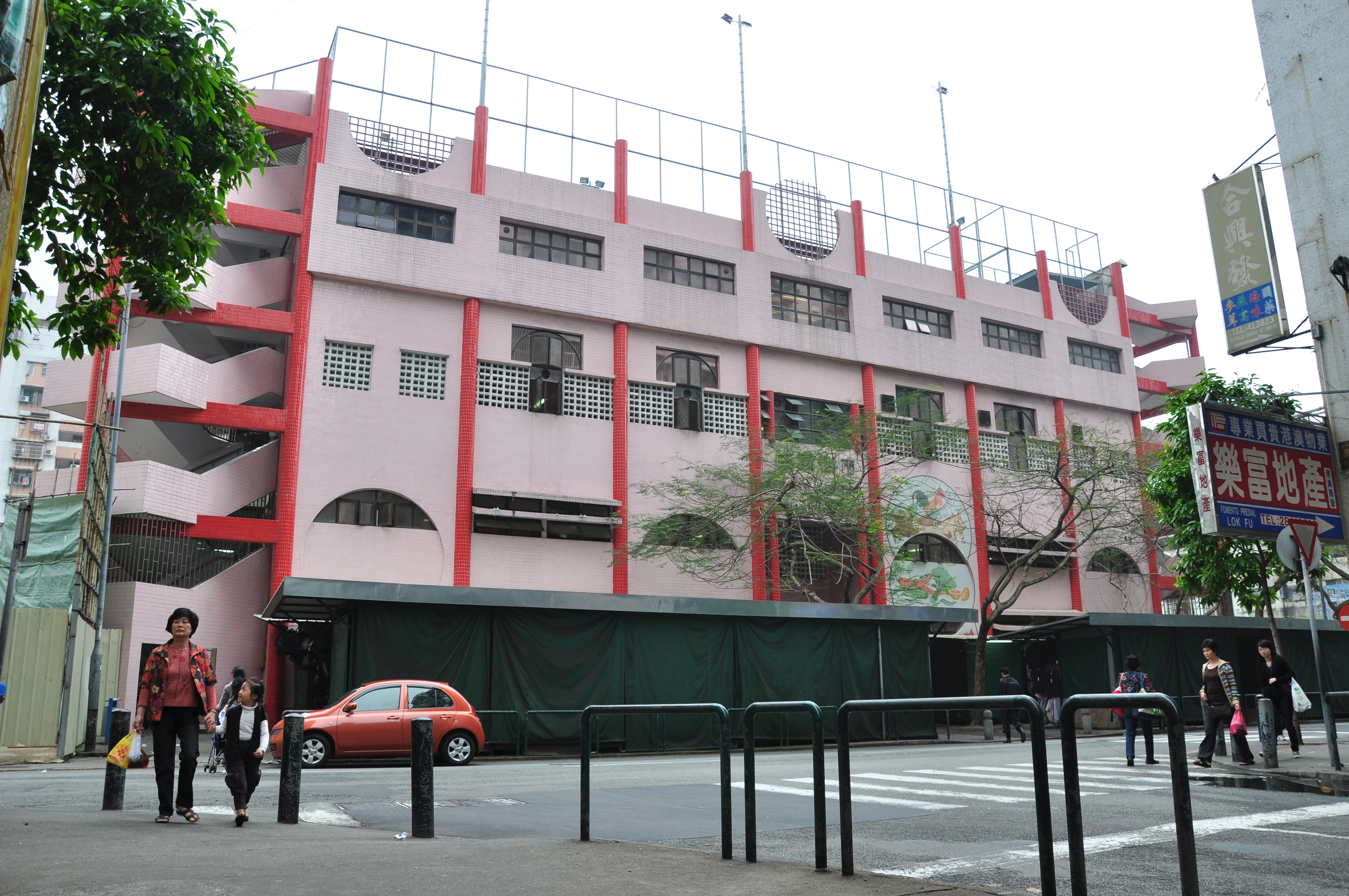
祐漢街市

祐漢街市市政綜合大樓，俗稱祐漢街市，樓高四層並設有一副樓，大樓以紅色為主調，典型正方形建築。街市設有3個主入口，分別面向市場街、祐漢小販大樓以及街市副樓。三樓是祐漢社區活動中心。地下有51檔售賣魚蝦，一樓有50檔，售賣蔬菜，二樓有54檔，售賣豬牛羊肉、雞鴨及凍肉食品等。天台設籃球場及羽毛球場。在建築物內四角為樓梯通道，街市內設有一部貨用電梯以及兩部客用電梯，另外還有兩部專用電梯通往大樓三樓的活動中心。街市外圍闢設固定小販攤檔，售賣日用百貨及衣物等家居常用商品。
- 樓層分佈

|    | 天台 | 籃球場、羽毛球場                                                 |
| 3F | 三樓 | 市政署祐漢活動中心、街總活動中心                                 |
| 2F | 二樓 | 售買肉類、冰鮮肉、急凍食品、可通往祐漢街市大樓副樓、祐漢小販大樓 |
| 1F | 一樓 | 售買蔬菜、豆製品、可通往祐漢街市大樓副樓                         |
| GF | 地下 | 售買乾貨、魚類、海鮮                                             |

### 祐漢公園

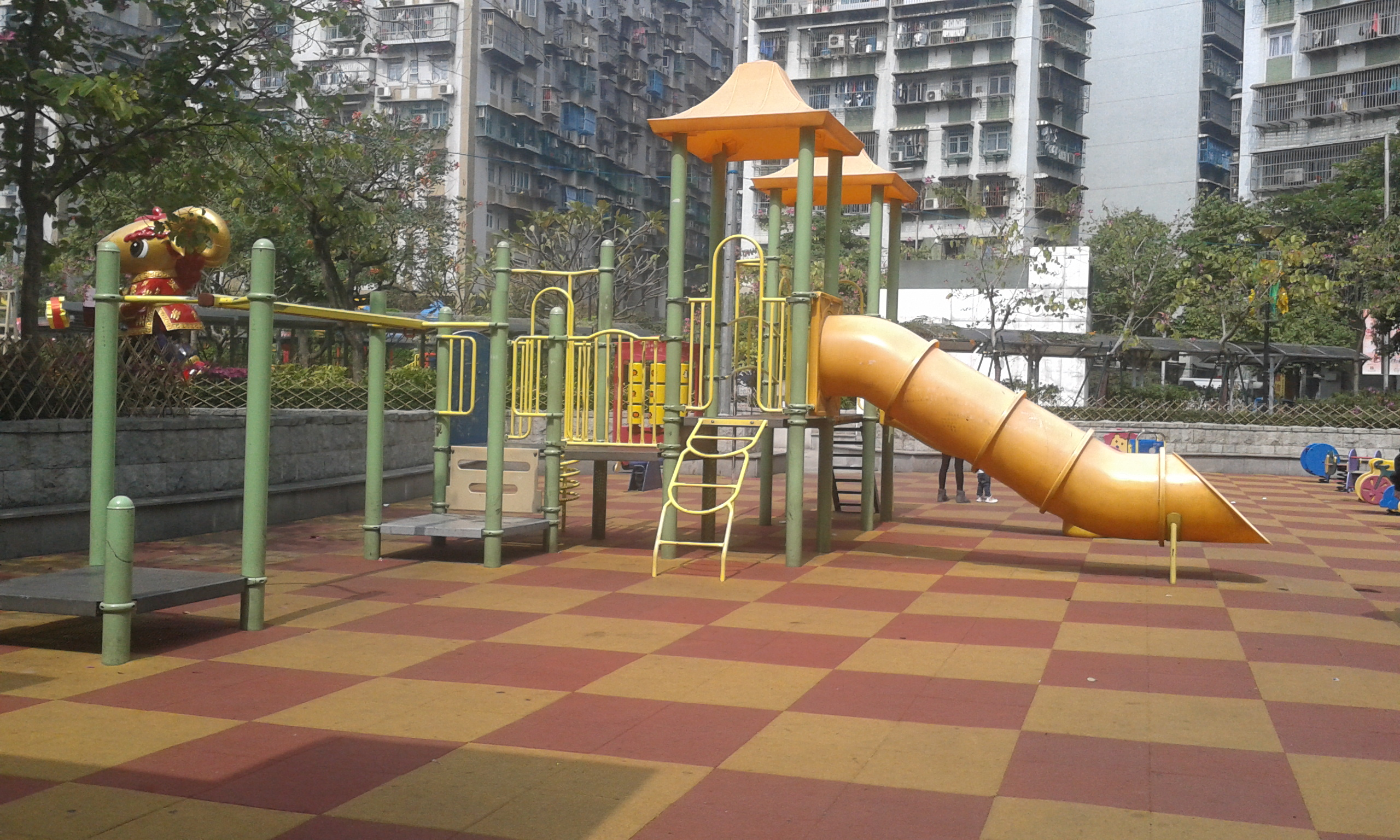
祐漢公園遊樂場

位於祐漢街市旁的廣場，佔地五千平方米，早期只有噴水池及石椅，至1999年5月增植樹木，改建舞台，並修築中式牌坊。在增建地下停車場前為北區居民舉行各項康樂、社會活動的主要地點，也是近年遊行集會的集合地點之一。
為解決附近泊車位的擁迫情況，民政總署於2005年5月23日把此公園關閉，用以興建三層地下停車場，提供400個輕型私家車位與400個電單車位，現已重新開放。

### 祐漢公園停車場
祐漢公園停車場設在祐漢公園地下，為一座三層地下停車場，整個停車場面積約15,500平方米。停車場出入口均設在市場街，設有406個輕型汽車車位以及404個電單車車位。2007年3月1日正式對外開放使用。

### 祐漢小販大樓

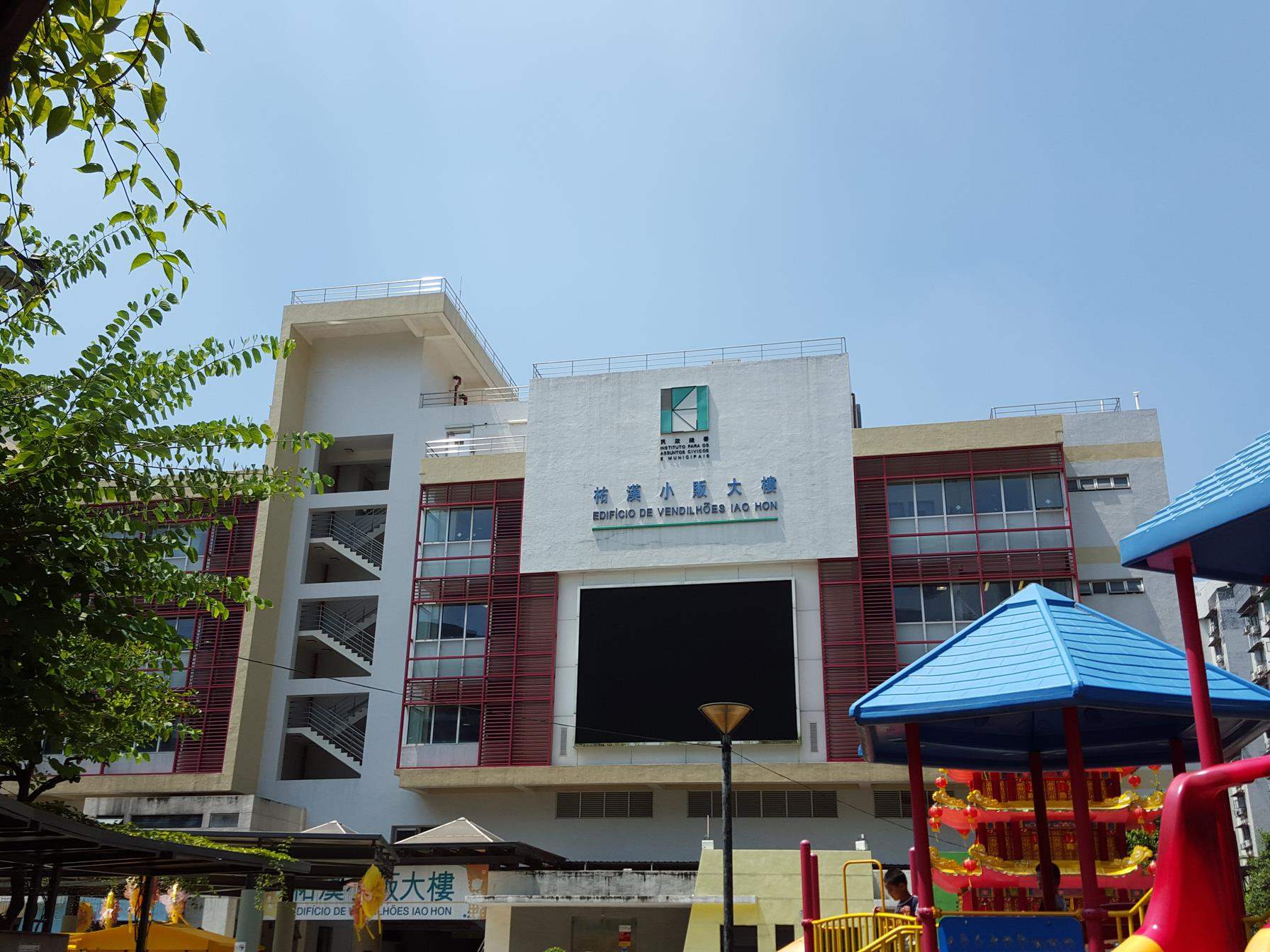
祐漢小販大樓

2006年，由於居民意見及消防問題，民政總署研究將側邊的小販區改建為永久性大樓的方案，加上後來因為祐漢公園改造工程時導致小販區建築物傾斜，因而把原小販區建築拆卸興建全新的樓高5層的小販大樓，該大樓於2008年動工，並於2012年陸續啟用。
- 樓層分佈

| 4F | 四樓 | 市政署公民教育資源中心       |
| 3F | 三樓 | 熟食中心、可通往祐漢街市大樓 |
| 2F | 二樓 | 熟食中心                     |
| 1F | 一樓 | 市政署食品資訊站             |
| GF | 地下 | 成衣小販區                   |

## 整治
因為祐漢區為中下階層與失業階層較多居住之處，澳門回歸前民間興起在公園內開設唱曲檔，並大受歡迎，但因為公園接近民居，引致對附近居民投訴較長時間滋擾問題。縱使公園內以擴音器騷擾居民為不合法，民政總署取締卻未果，2004年底在街市一樓的粵曲中心對外開放，加上公園整治工程而被迫遷走之關係，局面得以紓緩。

## 開放時間
- 街市部分開放時間：07:00-20:00
- 活動中心開放時間：10:00-22:00（週末及公眾假期照常開放，農曆新年假期除外）

## 交通

### 公共巴士
M220 祐漢街市（Mercado Iao Hon）
路線：2、3A、6A、7、10B、12、18、18B、19、22、30、34、N1A
M227 長壽大馬路／勝意樓（Av. da Longevidade／Edf. Seng Yee）
路線：2、6A、7、12、19、28C
M246 永華街（Rua Graciosa）
路線：7、10B、18、18B、30

## 外部連結
- 民政總署關於街市的介紹